# Europa-Parlamentsvalget 2014 i Østrig
Europa-Parlamentsvalget 2014 i Østrig blev afholdt den 25. maj 2014. I alt 18 mandater skulle fordeles.

## Valgresultat
| Navn                         | Procenter | Stemmer | Mandater |
| ---------------------------- | --------- | ------- | -------- |
| Det østrigske Folkeparti     | 26,98 %   | 761 896 | 5        |
| Socialdemokraterne           | 24,09 %   | 680 180 | 5        |
| Frihedspartiet               | 19,72 %   | 556 835 | 4        |
| De Grønne                    | 14,52 %   | 410 089 | 3        |
| NEOS                         | 8,14 %    | 229 781 | 1        |
| Øvrige partier og kandidater | 6,54 %    | 184 780 | 0        |
| Blanke stemmer               | 2,95 %    | 85 936  | 0        |